# Dismorphia medora
Dismorphia medora är en fjärilsart som först beskrevs av Doubleday 1844.  Dismorphia medora ingår i släktet Dismorphia och familjen vitfjärilar. Inga underarter finns listade i Catalogue of Life.